# Saltwood Castle

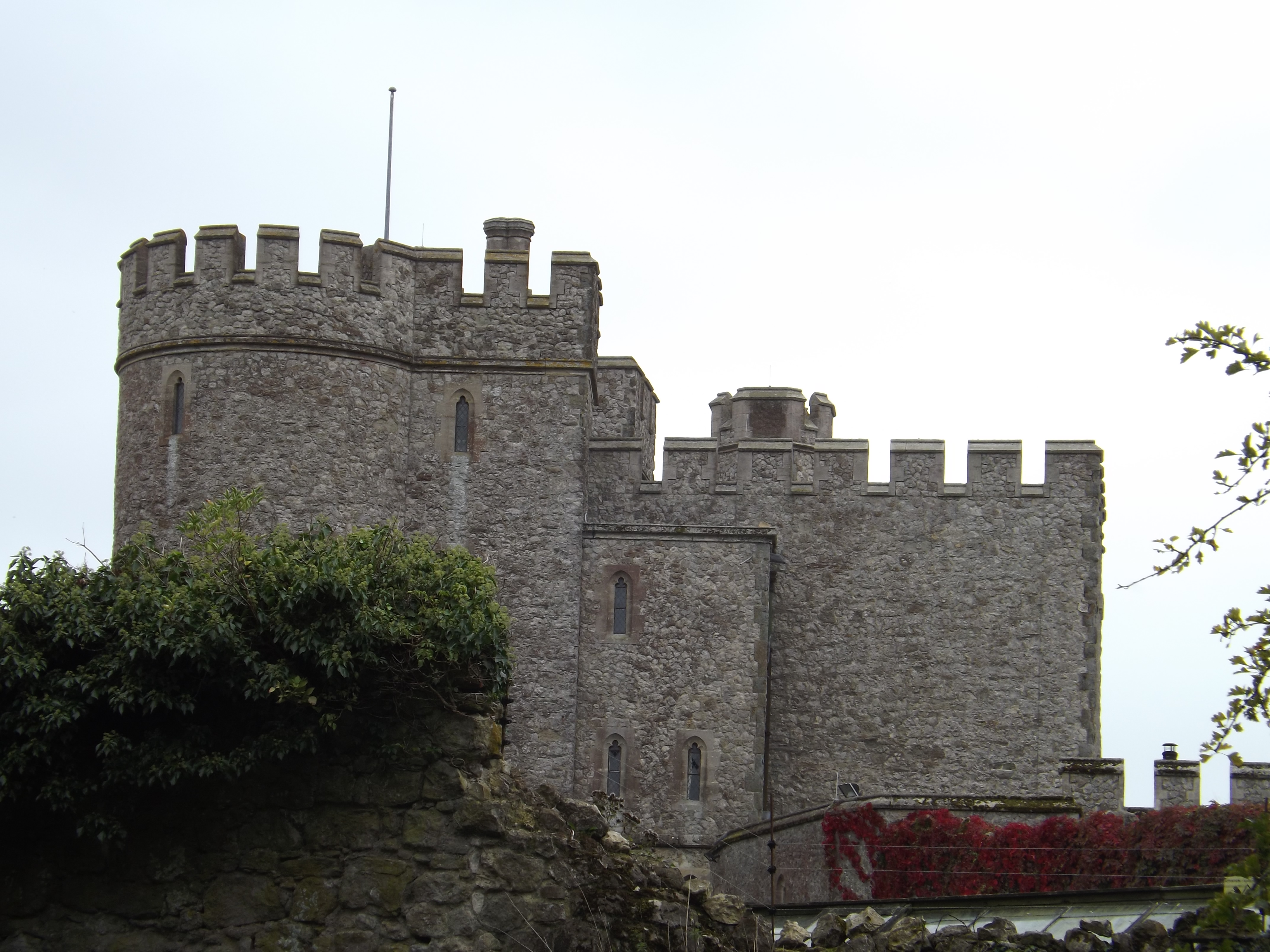
Saltwood Castle 2013

Saltwood Castle ist eine Burg im Dorf Saltwood 2 km nördlich von Hythe in der englischen Grafschaft Kent. Das Dorf wurde nach der Burg benannt.
Die Burg wurde als Ort bekannt, an dem der Mordplan gegen Thomas Becket (1118–1170) ausgeheckt wurde. Später wohnte dort der Kunsthistoriker Kenneth Clark (1903–1983), dann dessen Sohn Alan Clark (1928–1999), ein Minister in Margaret Thatchers Kabinett.

## Geschichte

### Ursprünge
Die Burg wurde vermutlich auf einem vorher von den Römern genutzten Gelände erbaut. Werkzeuge aus der Bronzezeit und Kupferbarren, die 1874 im Hayne's Wood entdeckt wurden, zeigen allerdings, dass das Gelände schon lange vorher besiedelt war.

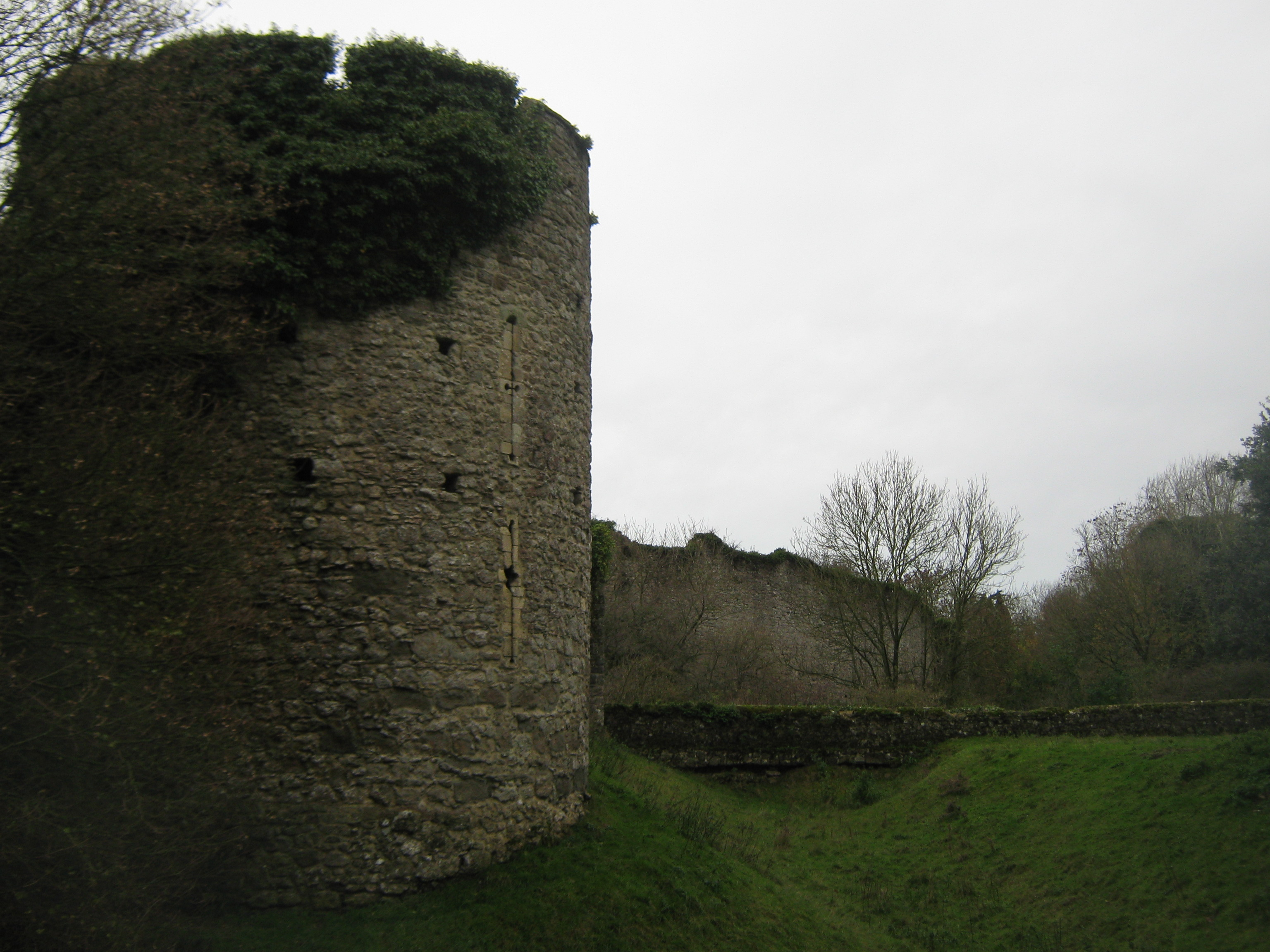
Mauern von Saltwood Castle

Auf der Website ist die Geschichte vom Jahr 488 v. Chr. an dargestellt, als Oeric von Kent, der Sohn des Hengest und König von Kent an dieser Stelle eine Burg erbauen ließ. Erstmals urkundlich erwähnt ist Saltwood Castle auf einer Charta von König Egbert von Wessex 833. Die Grundherrschaft Saltwood wurde 1026 der Priorei Christ Church in Canterbury zu Lehen gegeben. Unter König Wilhelm dem Eroberer bildete Saltwood, das dem Erzbischof von Canterbury gehörte und gegen ritterliche Dienste an Hugo de Montfort verlehnt war, einen Teil großer Ländereien von Hythe bis zum New Forest, entlang der englischen Südküste. Die Anlage wurde im 12. Jahrhundert durch eine normannische Anlage ersetzt. Die Bauarbeiten zogen sich über die folgenden 200 Jahre hin. Eine Zeitlang wurde Saltwood Castle zur Residenz von Henry of Essex, dem Konstabler von England.

### Thomas Becket

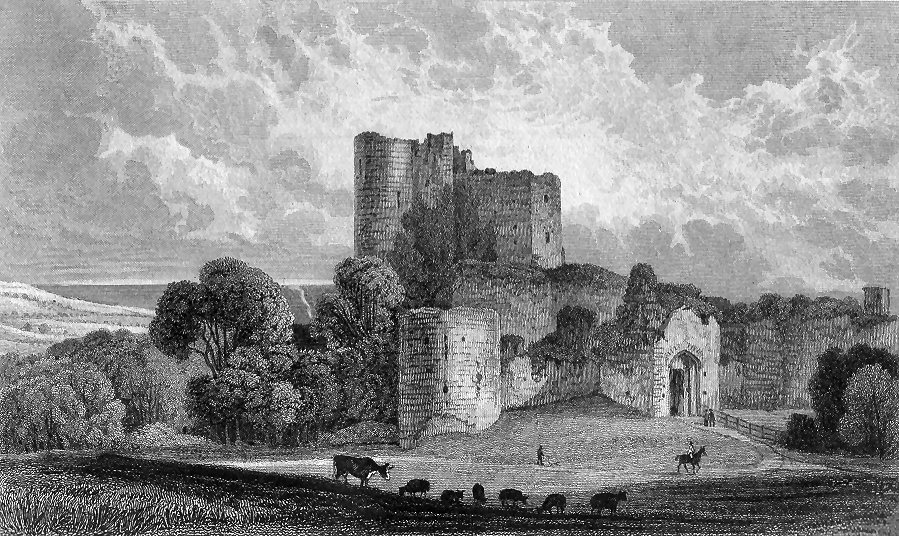
Saltwood Castle um 1830 vor Restaurierung des Torhauses

Thomas Becket hatte König Heinrich II. im Namen der Kirche um die Restaurierung der Burg zur Nutzung als kirchlicher Palast gebeten. Stattdessen verlehnte sie König Heinrich an einen seiner loyalen Barone namens Ranulph de Bloc. Dies führt zu Hinweisen darauf, dass Ranulph de Bloc am Mord an Becket beteiligt gewesen sein könnte. Am 28. Dezember 1170 sollen vier Ritter in Saltwood Castle den Tod von Thomas Becket geplant haben, der am Folgetag in der Kathedrale von Canterbury, etwa 24 km entfernt von Saltwood, stattfand. Hugh de Morville war einer der vier Ritter, die das Attentat durchführten, und mit ihm Reginald Fitzurse, William de Tracy und Richard de Brito.
Nach Beckets Ermordung fiel die Burg zurück unter die Kontrolle des Erzbischofs von Canterbury. Schießscharten und das Torhaus, die auf die Jahre 1385–1394 zurückgehen, werden ‘’Henry Yevele’’ (bl. 1353–1400) zugeschrieben, den B. H. St. John O'Neil den „englischen Vater der Wissenschaft der Artilleriebefestigung“ nannte. Ein kerbgeschnitzter Kasten mit Bögen und Rosetten entlang der Front, später mit einem Kassettendeckel versehen, der früher in der Pfarrkirche war, soll ursprünglich von Saltwood Castle gekommen sein. Die wyclifitischen Aufzeichnungen über William Thorpes peinliche Befragung 1407 auf Saltwood Castle sind heute bekannt, weil sie von Reformisten im 16. Jahrhundert veröffentlicht wurden.

### Jüngere Geschichte

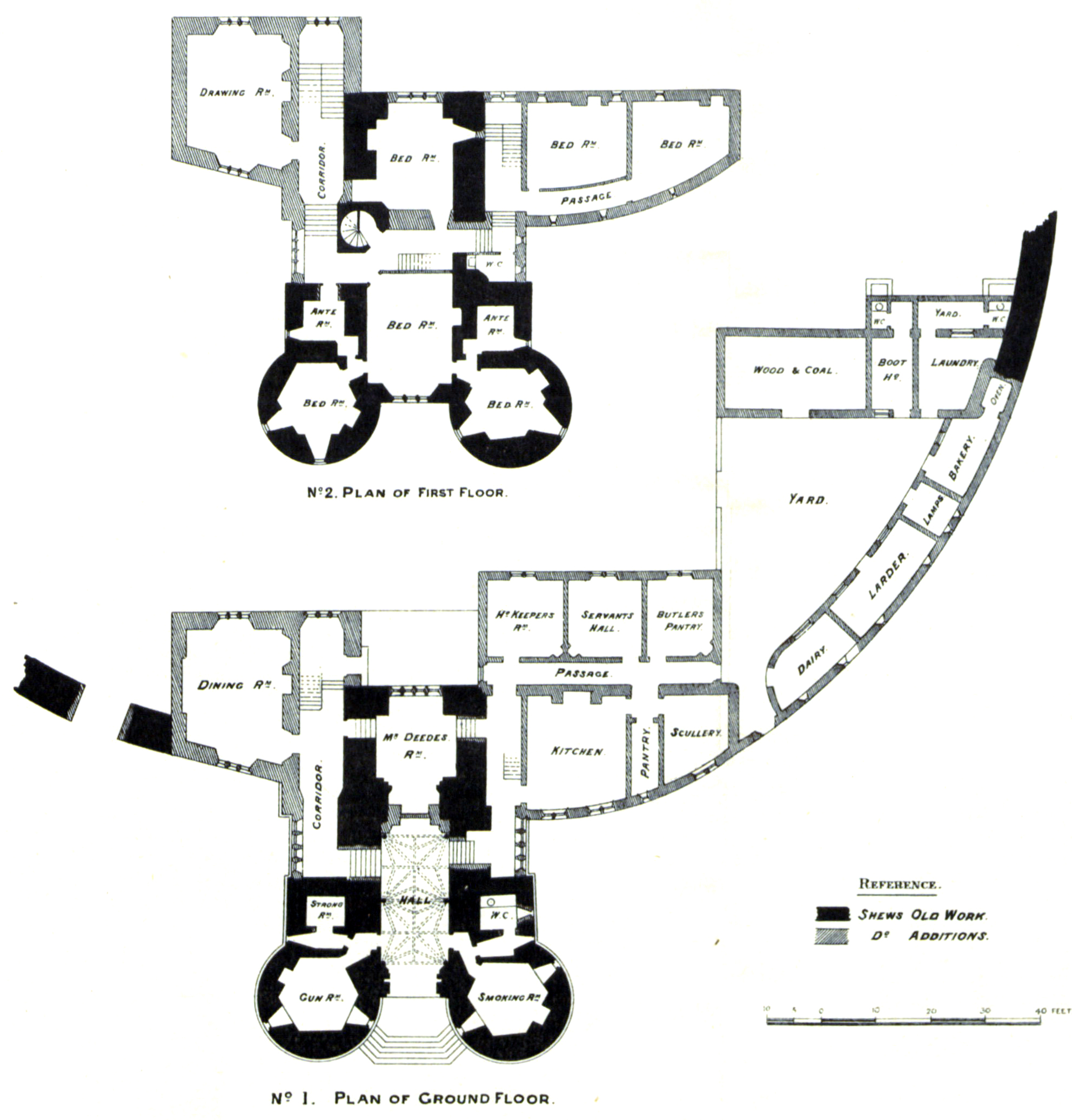
Plan der Restaurierung des Torhauses von 1885

Saltwood blieb bis zur Regierungszeit Heinrichs VIII. Eigentum der Kirche, dann fielen Hythe und Saltwood an die Krone. Durch das Erdbeben vor Dover am 6. April 1580 wurde die Burg unbewohnbar, wurde aber im 19. Jahrhundert wieder restauriert, um erneut als Residenz für den Erzbischof von Canterbury zu dienen. Das Torhaus der Burg diente seither als Wohnhaus.
Im Zweiten Weltkrieg ordnete der Oberbefehlshaber der deutschen Luftwaffe, Hermann Göring, an, dass Hythe nicht bombardiert werden dürfe, da er Saltwood Castle als seinen Sitz nach erfolgreicher Invasion Großbritanniens auserkoren hatte. Die Burg war für Bill Deedes das Heim seiner Kindheit und 1955 kaufte sie Kenneth Clark, dessen Sohn Alan Clark später dort lebte. Nach seinem Tod wurde Clark auf dem Anwesen begraben, das noch heute der Familie Clark gehört.